# کریستین کاستلز
کریستین کاستلز (انگلیسی: Cristian Castells؛ زادهٔ ۱۹ اکتبر ۱۹۸۴) بازیکن فوتبال اهل اسپانیا است.
از باشگاه‌هایی که در آن بازی کرده‌است می‌توان به باشگاه فوتبال دپورتیوو آلاوس اشاره کرد.